# II. Arkhidamosz spártai király
II. Arkhidamosz (görög betűkkel:  Αρχίδαμος B'),  eurüpóntida spártai király volt, uralkodása Kr. e. 476 vagy Kr. e. 469 – Kr. e. 427 közé tehető.
II. Leótükhidasz spártai király unokája.
Az i. e. 470 körül kezdte meg uralkodását. Trónra lépését követően néhány évvel, i. e. 465-ben súlyos földrengés rázta meg Spártát. Bár a korabeli történetírók minden bizonnyal eltúlozzák a földrengés okozta károkat, kétségtelen, hogy a városállam megszenvedte a természeti csapást. A zavaros helyzetet kihasználva a helóták, a perioikoszok egy része illetve Messzénia elnyomott lakossága is fellázadt a spártai elnyomás ellen.
A felkelést követően kirobbanó 3. messzénai háború során Arkhidamosz rátermettségének köszönhetően Spárta helyreállította uralkodó pozícióját a térségben.
I. e. 431-ben kitört a peloponnészoszi háború amely során Arkhidamosz serege gyakran tört be Attika területére pusztítva az ottani falvakat és lakosságot.
I. e. 427-ben hunyt el.
| Előző uralkodó: II. Leótükhidasz | Spárta eurüpóntida királya Kr. e. 469 – Kr. e. 427 | Következő uralkodó: II. Agisz |